# Tandam Hilir Dua
Tandam Hilir Dua is een bestuurslaag in het regentschap Deli Serdang van de provincie Noord-Sumatra, Indonesië. Tandam Hilir Dua telt 8923 inwoners (volkstelling 2010).